# Margos Spuren

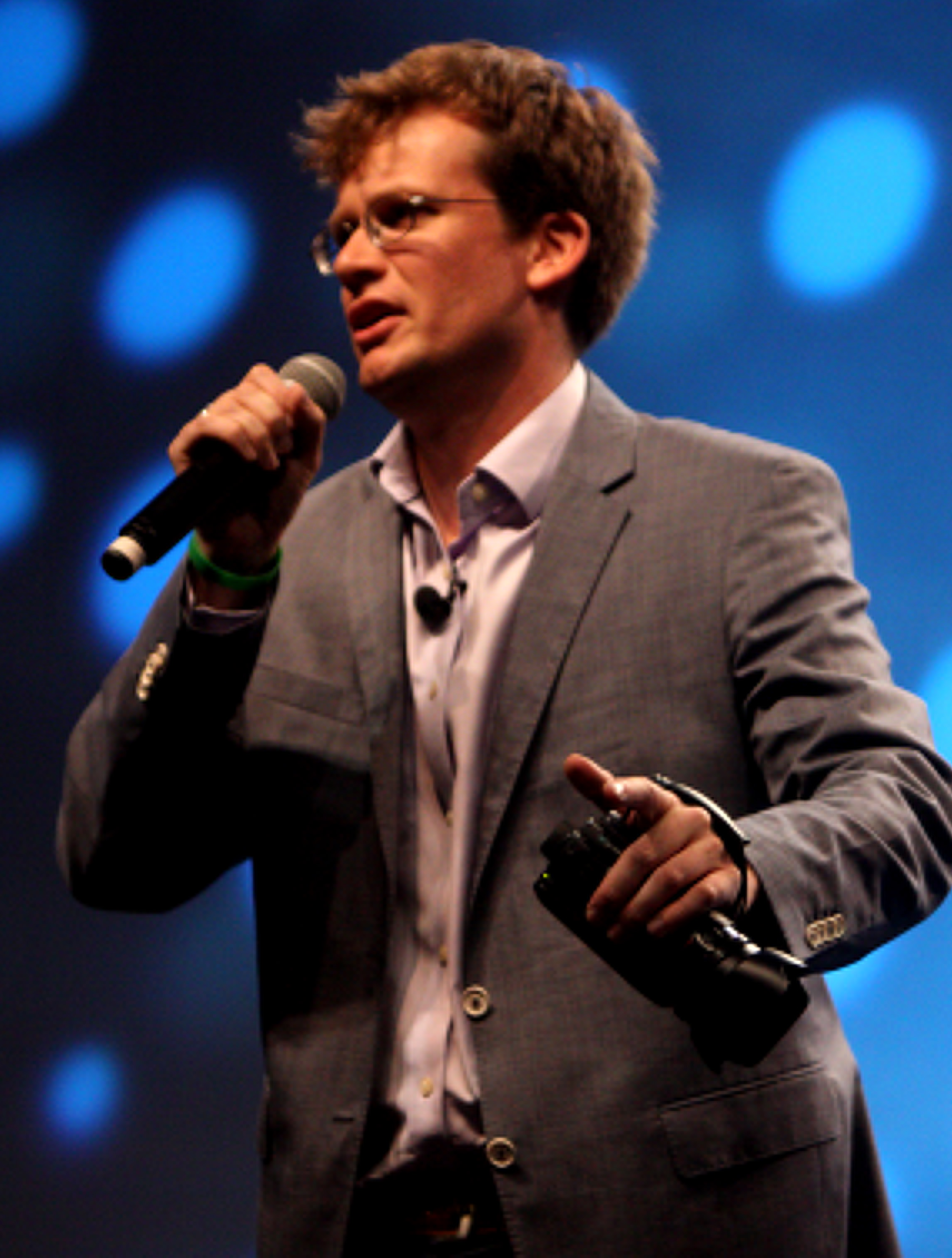
John Green (2012)

Margos Spuren (englischer Originaltitel Paper Towns) ist der dritte Roman des US-amerikanischen Schriftstellers John Green. Der Jugendroman erschien 2008 bei Dutton (Penguin Verlag) und wurde 2010 in der deutschen Übersetzung von Sophie Zeitz im Carl Hanser Verlag veröffentlicht.

## Handlung
Erzählt wird die Geschichte von Quentin Jacobsen, bekannt als Q, der zu Beginn des Buches ein Kindheitserlebnis mit seiner Nachbarin Margo Roth Spiegelman schildert: Sie entdecken zu zweit eine Leiche im Jefferson Park, dem Spielplatz ihrer Siedlung. Am selben Abend steht Margo am Fenster seines Zimmers und stellt ihm ihre Nachforschungen vor, die sie über den toten Robert Joyner angestellt hatte.
Neun Jahre später steht  die 18-jährige Margo erneut an Qs Fenster und nimmt ihn mit auf ein nächtliches Abenteuer. Dabei spielen sie mehreren Freunden, von denen Margo enttäuscht ist, Streiche und legen ihnen beispielsweise tote Fische in deren Zimmer. Anschließend betrachten sie von einem Hochhaus aus ihren typisch amerikanischen Vorort. Margo nennt die Siedlung Papierstadt (eine Stadt, die es nicht gibt).
Am nächsten Tag erscheint Margo nicht in der Schule. Da sie schon öfter verschwunden war und dabei immer „Spuren“ hinterließ, versucht Q das Rätsel um Margo zu lösen. Immer mehr versinkt er in den von Margo zurückgelassenen Hinweisen, liest ihre Bücher und fährt mit seinen Freunden Ben und Radar zur Geisterstadt Osprey, wo er schließlich auch alleine die Nacht verbringt, während die anderen am Schulball den Abschluss feiern. Es misslingt ihm lange, Margo zu verstehen, doch schließlich entdeckt er einen Kommentar auf der Seite Omnictionary, einem Wiki, bei dem ihm klar wird, wo Margo ist.
Im Wettlauf gegen die Zeit nimmt er mit Ben, Radar und Margos bester Freundin Lacey Pemberton eine 19-stündige Autofahrt nach New York in Kauf, wo sich Margo angeblich versteckt hält. Quentin findet sie in dem fiktiven Ort Agloe. Nach einer kurzen romantischen Begegnung trennt sich das Paar allerdings wieder und beschränkt sich vorerst auf E-Mail-Kontakt, da sie verschiedene Pläne für die Zukunft haben.

## Kritik
In den USA wurde das Buch, wie die bisherigen Erscheinungen Greens, sehr positiv aufgenommen. So landete Paper Towns in der New York Times Bestsellerliste auf Platz 5.
Auch im deutschsprachigen Raum fand der Roman Anklang. So schrieb etwa die Frankfurter Allgemeine Zeitung:

„Genau dies macht den Charme von Greens Roman aus, der Zusammenprall zwischen Obsession und Selbstschutz, Quentins Bereitschaft, alles für Margo zu tun, die aber von anschwellendem Zorn auf die Entflohene begleitet wird: Wer so geht wie Margo, […] muss damit rechnen, dass die Hinterbliebenen Fragen an ihn richten, von deren Antworten alles abhängt – das Bild, das bleibt, ebenso wie die Bilanz der Suche.“

In ihrer Rezension auf Deutschlandradio Kultur lobt Sylvia Schwab Margos Spuren als „ein verrücktes, rasantes und zugleich melancholisches Buch über das Erwachsenwerden“. Greens Roman erzähle von der „Verwandlung eines sensiblen Jugendlichen“, der sich seinen „uneingestandenen Ängsten und Sehnsüchten“ stelle, Toleranz lerne sowie „Lebenslust und das Staunen darüber, wie wenig wir sogar von den besten Freunden wissen“. Subkutan werde auf einer zweiten Handlungsebene zugleich „der Alltag an einer amerikanischen Highschool mit seinen Cliquen und Ritualen, latenten Aggressionen und Unterdrückungsmechanismen“ dargestellt.

## Auszeichnungen
- Edgar Allan Poe Award 2009 in der Kategorie „Young Adult“
- Corine 2010 in der Sparte „Kinder- und Jugendbuch“
- Eule des Monats Februar 2010
- Deutscher Jugendliteraturpreis 2011[7]

## Film
Die Filmrechte wurden an die beiden Studios Mandate Pictures und Mr. Mudd verkauft, die bereits den erfolgreichen Film Juno produzierten. Die Hauptrolle des Quentin bekam Nat Wolff und die Rolle der Margo übernahm Cara Delevingne. Jake Schreier inszenierte den Film. Der Film kam am 30. Juli 2015 in die deutschen Kinos.

## Omnictionary
Quentins Freund Radar beschäftigt sich im Roman intensiv mit dem fiktiven Wiki Omnictionary. Radar hat dadurch Zugang zu vielen Informationen, die auf der Suche nach Margo hilfreich sind. Von Fans wurde die Seite nachgebaut. Auf dieser Seite drehen sich die Themen hauptsächlich um „Margos Spuren“ und den Autor.

## Ausgaben
- John Green: Paper Towns. Dutton Juvenile (USA), Oktober 2008, ISBN 978-0-525-47818-8 (Erstausgabe)
- John Green: Paper Towns. Speak (USA), September 2009, ISBN 978-0-14-241493-4 (Taschenbuch)

### Deutsche Ausgaben
- John Green: Margos Spuren. Deutsch von Sophie Zeitz. Hanser Verlag, München, Februar 2010, ISBN 978-3-446-23477-2 (Deutsche Erstausgabe)
- John Green: Margos Spuren. Deutsch von Sophie Zeitz. Deutscher Taschenbuch Verlag, München, November 2011, ISBN 978-3-423-62499-2 (Taschenbuchausgabe)